# Ново Село (Лагадина)
Ново Село (грч. Κριθιά, Критија) је насељено место у општини Лагадина у периферији Средишња Македонија, Грчка. Према попису из 2021. године било је 1.253 становника.
Према секретару Бугарске егзархије Димитру Мишеву, у Новом Селу је 1905. године живело 120 Словена хришћана и радила је грчка школа. Године 1922. насељене су грчке избеглице из села Критија у Турској.